# ألفرد يكاتوم
ألفرد يكاتوم، الشهير بـ رامبو (23 يونيو 1976 في جمهورية أفريقيا الوسطى -)، هو القائد السابق لميليشيا أنتي بالاكا في جمهورية أفريقيا الوسطى، ومتهم بجرائم حرب

## سيرته
بدأ حياته ضابطًا في القوات المسلحة في جمهورية أفريقيا الوسطى، أصبح زعيمًا لميليشيا أنتي بالاكا في نهاية 2013، وكان يُلقب بـ«العقيد رامبو» ، وأثناء حرب جمهورية أفريقيا الوسطى الأهلية قام بقيادة الميليشيا للسيطرة على عشرات نقاط العبور في الدولة، وسيطر على محافظة لوبايه لعدة أشهر، وحسب شهادات الشهود فقد قامت الميليشيا بنهب المركبات وقتل المدنيين.
فرضت الأمم المتحدة ووزارة الخزانة الأميركية عقوبات على يكاتوم في 20 أغسطس 2015، بعد اتهامه بممارسة انتهاكات وتجاوزات بحق المسلمين، وقتل مدنيين في منطقة مبايكي جنوبي البلاد، وتجنيد 153 طفلا للقتال.
بعد أقل من ستة أشهر في فبراير 2016، انتخب يكاتوم عضوًا في برلمان أفريقيا الوسطى.
في 29 أكتوبر 2018، قام بإطلاق طلقتين في الهواء أثناء جلسة للبرلمان أشهر فيها مسدسًا في وجه زميله ثم أطلق النار مرتين على سقف البرلمان. واعتُقل على الفور، ونُزعت منه الحصانة البرلمانية. وفي 11 نوفمبر 2018، تم تسليمه إلى المحكمة الجنائية الدولية في لاهاي، ورحّبت المدعية العام للمحكمة الجنائية الدولية فاتو بنسودا بتسليم يكاتوم، وقالت إنه مسؤول عن جرائم حرب وجرائم ضد الإنسانية ارتكبت منذ 5 ديسمبر 2013 حتى أغسطس 2014، ووُجهت له لائحة اتهامات تتضمن جرائم ضد الإنسانية وجرائم حرب وممارسة التعذيب والإعدام والإخفاء القسري، وتجنيد أطفال تحت سن 15 عامًا.